# Vane Ruth
Vane Ruth (Campo de Mayo, Buenos Aires, 6 de noviembre de 1979) es una cantante, compositora y productora musical argentina. Fue incluida en el Hall of Fame de "The Western Swing Society" en Sacramento, California, en 2016. A la fecha lleva 7 álbumes editados y es considerada como la máxima exponente del género country en habla hispana.

## Biografía
Vane Ruth nació en una familia de escasos recursos en Campo de Mayo, provincia de Buenos Aires, siendo la segunda de seis hermanos. En 1986, su familia se trasladó a la provincia de San Luis en busca de mejores oportunidades laborales. A temprana edad mostró dotes artísticos cuando fue elegida por su maestra de música para formar parte del grupo de canto escolar "pequeño amanecer". Pero la música quedó en pausa al terminar sus estudios secundarios. A los 19 años se convirtió en mamá y trabajó en administración pública . En el año 2000 fue invitada a participar de un desfile de modas donde coincidió la banda Pappo's y allí conoció a Yulie Ruth. Tras varios años de amistad, se enamoraron y se mudó a Bernal, partido de Quilmes, donde consolidó su relación con Yulie. En 2011 contrajeron matrimonio y años más tarde, tuvieron una hija, Azul Merlina, cuyo segundo nombre es un homenaje al legendario cantante de country Merle Haggard.
Desde su regreso a Buenos Aires, Vane se dedicó por completo a su carrera como artista country y se graduó como Productora Musical en la Universidad Nacional de Quilmes, siempre alentada por su esposo e hijos.

## Arte

### Carrera musical
Vane Ruth comenzó su carrera musical en 2007, destacándose por su rango vocal contralto y sus letras en español, que pronto le permitieron ganarse un lugar en los escenarios porteños. Grabó siete discos acompañada por músicos nacionales e internacionales de renombre como Antonio Birabent, Adrian Barilari, Juanchi Baleirón, Sandra Mihanovich, Raúl Porchetto y Yulie Ruth. Giras internacionales: Uruguay, México, Estados Unidos y España. Vane Ruth Countryband, lleva más de 150 presentaciones en festivales y motoencuentros por Buenos Aires y el interior del país.
Fue la primera cantante mujer de música country en presentarse en el Festival Cosquín Rock, edición 2025 impactando al público con su fuerza y magnetismo escénico.

### Estilo musical
El estilo de Vane Ruth combina las raíces del country tradicional con letras en español. Su música incorpora influencias del folk y el rock, adaptando el género a una estética regional, lo que la convierte en una artista genuina.

### Influencias
Entre las principales influencias de Vane Ruth se encuentran artistas como Merle Haggard, Patsy Cline, Loretta Lynn, Tanya Tucker, Lynn Anderson, Wynonna Judds, Johnny Lee, Gloria Estefan y Norberto "Pappo" Napolitano. Estas figuras han moldeado su estilo y enfoque creativo tanto en sus composiciones como en sus presentaciones.

### Vídeos musicales y actuaciones
Los videoclips de Vane Ruth reflejan historias emotivas y personales. Sus actuaciones en directo se caracterizan por su cercanía con el público y un despliegue escénico que resalta su pasión por el género country.

### Imagen pública
Vane Ruth utiliza una estética que mezcla elementos del country clásico, como botas y sombreros, con detalles modernos. Su simbología incluye referencias al comportamiento humano y temas de libertad, que son recurrentes en sus letras y producciones visuales.
También se puede percibir a través de su contenido en redes sociales una clara simbiosis entre su realización como artista y la maternidad; como así también un estilo de vida saludable.

## Otras actividades
Vane Ruth también se desempeña como productora musical, apoyando a artistas independientes en su desarrollo dentro del género country y otros estilos.

## Vida privada
En 2011, Vane Ruth contrajo matrimonio con Yulie Ruth, bajista y compositor. Juntos tienen una hija llamada Azul Merlina. La pareja ha colaborado musicalmente en varios proyectos.

## Discografía
1. Pueblo Atrás (2009): Grabado en los estudios "Los Pájaros" de Palito Ortega. Incluye colaboraciones como la de Antonio Birabent en la canción "Las Ruedas Siguen Rodando" y el exitoso sencillo "Cómo Decírtelo".[7]
2. Buenas Rutas (2011): Este álbum la llevó a una gira por España, donde grabó el videoclip de "Celosamente Tuya" en Lérida. Participó en eventos como el "Chihuahua Country Fest" en México y el "Festival Country Dolores de Hidalgo" en Guanajuato, recibiendo un reconocimiento en Galerías Plaza de las Estrellas, México D.F.
3. Por el Camino del Country (Country Road) (2015): Incluye canciones en inglés y español, además de colaboraciones como la de Elizabeth McQueen en una versión de "I’m Gonna Sit Right Down and Write Myself a Letter" y la adaptación al inglés de "Juntos a la Par".[8][9]
4. Todos (2015): Con temas destacados como "Yo no Elegí el Country" y "Bailar Bajo la Lluvia".[10][11]
5. Explosiva (2017): Representa un crecimiento en sus letras y producción visual, incluyendo el sencillo "Explosiva" y canciones como "Soy, Soy, Soy" y "Mil y Una Estrellas".
6. Las Divas Nunca se Retiran (2018): Fue galardonada como Artista Revelación "Texas Spirit" en los Texas Sounds International Country Music Awards, compartiendo escenario con Marty Haggard.[12][13]
7. Veo Venir al Sol (2020-2022): Durante la pandemia, lanzó la canción "Veo Venir al Sol" con un videoclip animado y reunió a varios artistas en el proyecto "Juntos a la Par".[14] El álbum también incluye colaboraciones con Adrián Barilari y Juanchi Baleirón.[15][16]

## Giras musicales
- Gira Buenas Rutas (2011): Incluyó presentaciones en España y México.
- Texas Tour (2018): Recorrido por ciudades de Texas tras su participación en los Texas Sounds International Country Music Awards.

## Videografía
- "Cómo Decírtelo" (2009)
- "Celosamente Tuya" (2011)
- "Soy,Soy,Soy" (2016)
- "Explosiva" (2017)
- "Por el camino del country" (2018)
- "bailar bajo la lluvia" (2018)
- "Veo Venir al Sol" (2020)

## Premios
- Hall of Fame de "The Western Swing Society" (2016)[3]
- Artista Revelación Texas Spirit en los Texas Sounds International Country Music Awards (2018)[17]

## Reconocimientos y colaboraciones
Vane Ruth ha compartido escenario con artistas como Miguel Mateos y ha colaborado con Liliana Maturano "Tormenta" en la celebración de los 50 años de su carrera.  En 2025, junto a Yulie Ruth, fue convocada para participar en el Cosquín Rock, convirtiéndose en la Primera artista del género Country en formar parte de este festival.
Actualmente, Vane Ruth no solo se destaca como cantautora, sino también como productora musical, promoviendo el desarrollo de nuevos talentos independientes en el género country y otros estilos.